# سنتر ولینگتون
سنتر ولینگتون (انگلیسی: Centre Wellington) یک تاون‌شیپ درجنوب مرکزی استان انتاریو است که در شهرستان ولینگتون واقع شده‌است. مطابق آمار ۲۰۱۶، این ناحیه ۲۸٬۱۹۱ نفر جمعیت دارد و دو منطقهٔ اصلیِ مسکونیِ آن اِلورا و فرگس هستند.
| داده‌های اقلیم فرگس (۱۹۸۱ تا ۲۰۱۰) | داده‌های اقلیم فرگس (۱۹۸۱ تا ۲۰۱۰) | داده‌های اقلیم فرگس (۱۹۸۱ تا ۲۰۱۰) | داده‌های اقلیم فرگس (۱۹۸۱ تا ۲۰۱۰) | داده‌های اقلیم فرگس (۱۹۸۱ تا ۲۰۱۰) | داده‌های اقلیم فرگس (۱۹۸۱ تا ۲۰۱۰) | داده‌های اقلیم فرگس (۱۹۸۱ تا ۲۰۱۰) | داده‌های اقلیم فرگس (۱۹۸۱ تا ۲۰۱۰) | داده‌های اقلیم فرگس (۱۹۸۱ تا ۲۰۱۰) | داده‌های اقلیم فرگس (۱۹۸۱ تا ۲۰۱۰) | داده‌های اقلیم فرگس (۱۹۸۱ تا ۲۰۱۰) | داده‌های اقلیم فرگس (۱۹۸۱ تا ۲۰۱۰) | داده‌های اقلیم فرگس (۱۹۸۱ تا ۲۰۱۰) | داده‌های اقلیم فرگس (۱۹۸۱ تا ۲۰۱۰) |
| ماه                               | ژانویه                            | فوریه                             | مارس                              | آوریل                             | مه                                | ژوئن                              | ژوئیه                             | اوت                               | سپتامبر                           | اکتبر                             | نوامبر                            | دسامبر                            | سال                               |
| --------------------------------- | --------------------------------- | --------------------------------- | --------------------------------- | --------------------------------- | --------------------------------- | --------------------------------- | --------------------------------- | --------------------------------- | --------------------------------- | --------------------------------- | --------------------------------- | --------------------------------- | --------------------------------- |
| سابقهٔ بیش‌ترین °C (°F)             | ۱۵٫۶ (۶۰)                         | ۱۲٫۰ (۵۴)                         | ۲۳٫۹ (۷۵)                         | ۲۹٫۰ (۸۴)                         | ۳۲٫۰ (۹۰)                         | ۳۴٫۰ (۹۳)                         | ۳۵٫۵ (۹۶)                         | ۳۵٫۰ (۹۵)                         | ۳۵٫۰ (۹۵)                         | ۲۸٫۹ (۸۴)                         | ۲۴٫۴ (۷۶)                         | ۱۷٫۵ (۶۴)                         | ۳۵٫۵ (۹۶)                         |
| میانگین بیش‌ترین °C (°F)           | −۳٫۶ (۲۶)                         | −۲٫۱ (۲۸)                         | ۲٫۶ (۳۷)                          | ۱۰٫۴ (۵۱)                         | ۱۷٫۵ (۶۴)                         | ۲۲٫۸ (۷۳)                         | ۲۵٫۲ (۷۷)                         | ۲۴٫۲ (۷۶)                         | ۱۹٫۸ (۶۸)                         | ۱۲٫۷ (۵۵)                         | ۵٫۴ (۴۲)                          | −۰٫۷ (۳۱)                         | ۱۱٫۲ (۵۲)                         |
| میانگین روزانه °C (°F)            | −۷٫۴ (۱۹)                         | −۶٫۳ (۲۱)                         | −۱٫۹ (۲۹)                         | ۵٫۷ (۴۲)                          | ۱۲٫۲ (۵۴)                         | ۱۷٫۵ (۶۴)                         | ۲۰٫۰ (۶۸)                         | ۱۹٫۰ (۶۶)                         | ۱۴٫۹ (۵۹)                         | ۸٫۳ (۴۷)                          | ۲٫۱ (۳۶)                          | −۳٫۹ (۲۵)                         | ۶٫۷ (۴۴)                          |
| میانگین کم‌ترین °C (°F)            | −۱۱٫۱ (۱۲)                        | −۱۰٫۵ (۱۳)                        | −۶٫۵ (۲۰)                         | ۰٫۹ (۳۴)                          | ۶٫۹ (۴۴)                          | ۱۲٫۲ (۵۴)                         | ۱۴٫۷ (۵۸)                         | ۱۳٫۸ (۵۷)                         | ۹٫۹ (۵۰)                          | ۳٫۹ (۳۹)                          | −۱٫۲ (۳۰)                         | −۷٫۱ (۱۹)                         | ۲٫۲ (۳۶)                          |
| سابقهٔ کم‌ترین °C (°F)              | −۳۵ (−۳۱)                         | −۳۲٫۸ (−۲۷)                       | −۳۱٫۷ (−۲۵)                       | −۱۸٫۹ (−۲)                        | −۶٫۱ (۲۱)                         | −۰٫۶ (۳۱)                         | ۲٫۲ (۳۶)                          | −۰٫۶ (۳۱)                         | −۵ (۲۳)                           | −۱۱٫۷ (۱۱)                        | −۱۸٫۳ (−۱)                        | −۳۴٫۴ (−۳۰)                       | −۳۵ (−۳۱)                         |
| بارندگی میلی‌متر (اینچ)            | ۶۷٫۹ (۲٫۶۷)                       | ۵۵٫۹ (۲٫۲)                        | ۵۹٫۶ (۲٫۳۵)                       | ۷۴٫۱ (۲٫۹۲)                       | ۸۶٫۹ (۳٫۴۲)                       | ۸۳٫۸ (۳٫۳)                        | ۸۹٫۲ (۳٫۵۱)                       | ۹۶٫۶ (۳٫۸)                        | ۹۳٫۱ (۳٫۶۷)                       | ۷۷٫۲ (۳٫۰۴)                       | ۹۳٫۰ (۳٫۶۶)                       | ۶۸٫۶ (۲٫۷)                        | ۹۴۵٫۷ (۳۷٫۲۳)                     |
| بارندگی میلی‌متر (اینچ)            | ۲۷٫۸ (۱٫۰۹)                       | ۲۵٫۳ (۱)                          | ۳۶٫۷ (۱٫۴۴)                       | ۶۷٫۹ (۲٫۶۷)                       | ۸۶٫۸ (۳٫۴۲)                       | ۸۳٫۸ (۳٫۳)                        | ۸۹٫۲ (۳٫۵۱)                       | ۹۶٫۶ (۳٫۸)                        | ۹۳٫۱ (۳٫۶۷)                       | ۷۵٫۶ (۲٫۹۸)                       | ۸۰٫۵ (۳٫۱۷)                       | ۳۴٫۷ (۱٫۳۷)                       | ۷۹۷٫۸ (۳۱٫۴۱)                     |
| بارش برف سانتی‌متر (اینچ)          | ۴۰٫۱ (۱۵٫۸)                       | ۳۰٫۶ (۱۲)                         | ۲۲٫۹ (۹)                          | ۶٫۲ (۲٫۴)                         | ۰٫۱ (۰)                           | ۰٫۰ (۰)                           | ۰٫۰ (۰)                           | ۰٫۰ (۰)                           | ۰٫۰ (۰)                           | ۱٫۶ (۰٫۶)                         | ۱۲٫۵ (۴٫۹)                        | ۳۳٫۹ (۱۳٫۳)                       | ۱۴۷٫۸ (۵۸٫۲)                      |
| میانگین روزهای بارندگی (≥ ۰.۲ mm) | ۱۹٫۷                              | ۱۴٫۹                              | ۱۴٫۰                              | ۱۴٫۶                              | ۱۴٫۴                              | ۱۲٫۰                              | ۱۱٫۵                              | ۱۲٫۴                              | ۱۳٫۹                              | ۱۶٫۵                              | ۱۷٫۴                              | ۱۸٫۳                              | ۱۷۹٫۵                             |
| میانگین روزهای بارانی (≥ ۰.۲ mm)  | ۴٫۷                               | ۴٫۵                               | ۷٫۴                               | ۱۲٫۹                              | ۱۴٫۳                              | ۱۲٫۰                              | ۱۱٫۵                              | ۱۲٫۴                              | ۱۳٫۹                              | ۱۶٫۳                              | ۱۳٫۱                              | ۶٫۸                               | ۱۲۹٫۷                             |
| میانگین روزهای برفی (≥ ۰.۲ cm)    | ۱۶٫۵                              | ۱۱٫۸                              | ۸٫۲                               | ۲٫۸                               | ۰٫۱۵                              | ۰٫۰                               | ۰٫۰                               | ۰٫۰                               | ۰٫۰                               | ۰٫۷۳                              | ۵٫۶                               | ۱۳٫۲                              | ۵۹٫۰                              |
| منبع: Environment Canada          |                                   |                                   |                                   |                                   |                                   |                                   |                                   |                                   |                                   |                                   |                                   |                                   |                                   |